# Where Are You Tonight? (Journey Through Dark Heat)
Where Are You Tonight? (Journey Through Dark Heat) – piosenka skomponowana przez Boba Dylana, nagrana przez niego w kwietniu 1978 r., wydana na albumie Street-Legal w czerwcu 1978 r.

## Historia i charakter utworu
Utwór ten został nagrany w Rundown Studios w Santa Monica w Kalifornii 27 kwietnia 1978 r. Była to trzecia sesja nagraniowa tego albumu. Producentem sesji był Don DeVito.
Oliver Trager porównuje tekst tej piosenki do psychodelicznej wersji rozdziału „Nocne miasto” z Ulissesa Jamesa Joyce’a napisanej przez pisarza Beat Generation. Cierpiący bohater wędruje przez dolny Manhattan dolinami wymarłych ulic w bezowocnym poszukiwaniu ukochanej kobiety i własnej duszy. Wszystko zmierza do tragicznego końca. Ten całkowicie depresyjny nastrój wymagał od Dylana jakiegoś rozwiązania, i artysta znalazł go na jakiś czas w chrześcijańskim kościele. Jonathan Cott był jednym z kilku krytyków, którzy zwrócili uwagę na ten tekst i w swojej książce z 1985 r. Dylan napisał, iż piosenka ta przypomina mu ostatnie dzieło van Gogha przed jego samobójstwem. Wola artysty jest pomieszana, świat rusza ku niemu, ale on nie może ruszyć w stronę świata. Jest właściwie całkowicie zablokowany, ale także widzi jak przybliża się złowieszcze przeznaczenie.
Dylan zdecydował się wykonywać ten utwór na koncertach tylko podczas tournée w 1978 r.

## Muzycy
Sesja 3
- Bob Dylan - gitara, wokal
- Billy Cross - gitara
- Steven Soles - gitara; wokal
- Jerry Scheff - gitara basowa
- Ian Wallace - perkusja
- Helena Springs, Jo Ann Harris, Carolyn Dennis - chórki
- Alan Pasqua - fortepian; organy
- Bobbye Hall - kongi
- Steve Douglas - saksofon sopranowy
- David Mansfield - skrzypce

## Dyskografia
Albumy
- Street-Legal (1978)

## Wykonania piosenki przez innych artystów
- Rolling Thunder - The Never Ending Rehearsal (2000)